# Spvg Steinhagen
Die Spvg Steinhagen (offiziell: Sportvereinigung Steinhagen e. V.) ist ein deutscher Sportverein aus der Gemeinde Steinhagen im nordrhein-westfälischen Kreis Gütersloh. Der Verein bietet die Sportarten Badminton, Fußball, Handball, Radball, Tischtennis, Turnen und Volleyball an. Die Sportvereinigung hat 2109 Mitglieder (Stand: März 2015) und hat die Vereinsfarben rot und weiß.
In den 1990er Jahren spielten die Tischtennismannschaften der Männer und Frauen erfolgreich in der Bundesliga. Die Frauen gewannen zweimal den Europapokal der Landesmeister und wurden sechsmal deutscher Meister, während die Männer zweimal Zweiter im ETTU Cup wurden. In den 1970er und 1980er Jahren hatten die Fußballer ihre erfolgreichen Zeiten. Sie spielten acht Jahre in der höchsten Amateurliga Westfalens und nahmen einmal am DFB-Pokal teil. Die Handballerinnen nahmen zweimal am DHB-Pokal teil.

## Geschichte
Die heutige Spvg Steinhagen geht auf den am 9. März 1900 gegründeten Turnverein Jahn Steinhagen zurück. Dieser fusionierte am 6. August 1921 mit dem Spiel- und Sportverein Steinhagen zum Turn- und Sportverein Jahn Steinhagen. Parallel dazu existierte ab 1908 der Arbeiterverein Freie Turnerschaft Steinhagen, die sich im Jahre 1921 in Arbeiter-Turnverein Ober-Steinhagen umbenannte. Mit der Machtübernahme der Nationalsozialisten im Jahre 1933 wurde der Arbeiterverein verboten. Im Stadtteil Amshausen sollte im Jahre 1924 ebenfalls ein Turnverein gegründet werden. Bei der Gründungsversammlung kam es zu einem Streit darüber, ob sich der Verein der Deutschen Turnerschaft oder dem Arbeiter-Turn- und Sportbund anschließen sollte, entstanden mit dem Turnverein Germania Amshausen und dem Arbeiter Turn- und Sportverein Amshausen gleich zwei Vereine, wobei letzterer 1933 ebenfalls verboten wurde.
Nach dem Ende des Zweiten Weltkrieges wurden die Vereine nach einem Erlass des Alliierten Kontrollrats aufgelöst. Als kollektiver Nachfolgeverein wurde am 7. September 1945 die Sportvereinigung Steinhagen-Amshausen gegründet. Sportler aus Amshausen spalteten sich am 12. August 1950 als Turnverein Amshausen ab, der schließlich am 6. Februar 1959 unter seinem heutigen Namen TSV Amshausen in das Vereinsregister eingetragen wurde. Die Steinhagener wiederum ließen sich am 7. September 1957 als Sportvereinigung Steinhagen in das Vereinsregister eintragen.

## Abteilungen

### Tischtennis
In den 1990er Jahren spielten sowohl die Herren- als auch die Damenmannschaft in der 1. Tischtennis-Bundesliga. Das Herrenteam erreichte am Ende der Saison 1981/82 die 2. Bundesliga, 1984 gelang unter dem Manager Rüdiger Lamm und dem Trainer Manfred Sauerbrei der Aufstieg in die 1. BL unter anderem mit den Spielern Bela Mesaroš (YUG), Richard Fritz, Manfred Baum, Joachim Mosch und Dieter Ristig. Diese Klasse wurde bis 1994 gehalten. Zu den bekanntesten Spielern zählen Torben Wosik, Eric Boggan und Peter Karlsson. In der Saison 1993/94 wurde die Mannschaft deutscher Vizemeister. Davor hatte sie 1988 und 1993 bei den deutschen Pokalmeisterschaften das Endspiel erreicht. 1989 belegte man im europäischen ETTU Cup nach der Endspielniederlage gegen ATSV Saarbrücken Platz 2 (Ralf Dooley, Lu Qiwei, Engelbert Hüging).
Sehr erfolgreich war die Damenmannschaft. Sie stieg 1987 in die Bundesliga auf und gewann von 1989 bis 1994 sechsmal hintereinander die deutsche Meisterschaft. 1989 erreichte das Team im ETTU Cup hinter Statisztika Budapest Platz 2 (Nicole Struse, Jin-Sook Cords, Yang Yanqun). 1992 (zweimal 5:2 gegen Statisztika Budapest) und 1993 (4:1 und 4:3 gegen Statisztika Budapest) wurde sie Europapokalsieger der Landesmeister, ein Jahr später unterlag sie im Endspiel. Bekannte Spielerinnen waren Nicole Struse, Katja Nolten, Jie Schöpp, Jin-Sook Cords, Cornelia Faltermaier, Geng Lijuan und andere.
Ab 1986 wurden mehrere Trainer verpflichtet: Alois Stricker, Christoph Görtz, Liang Geliang (ab 1987), Tommy Danielsson, Dr. Istvan Batorfi (ab 1990), Manfred Sauerbrei (ab 1992). Im Jahre 1994 zog sich Manager Rüdiger Lamm zurück, weil er nach eigener Aussage „nicht mehr bereit war, Spiele für 84 Zuschauer zu organisieren“. Lamm wechselte als Manager zum damaligen Fußball-Oberligaverein Arminia Bielefeld. Die Steinhagener Tischtennismannschaften spielten daraufhin im deutschen Spitzensport keine Rolle mehr. Alle Profimannschaften wurden zurückgezogen, die Herren als deutscher Vizemeister, die Damen als amtierender deutscher Meister. Im Amateurbereich wurde der Spielbetrieb fortgeführt. Die Männermannschaft stieg im Jahre 2016 in die Landesliga auf.

### Fußball

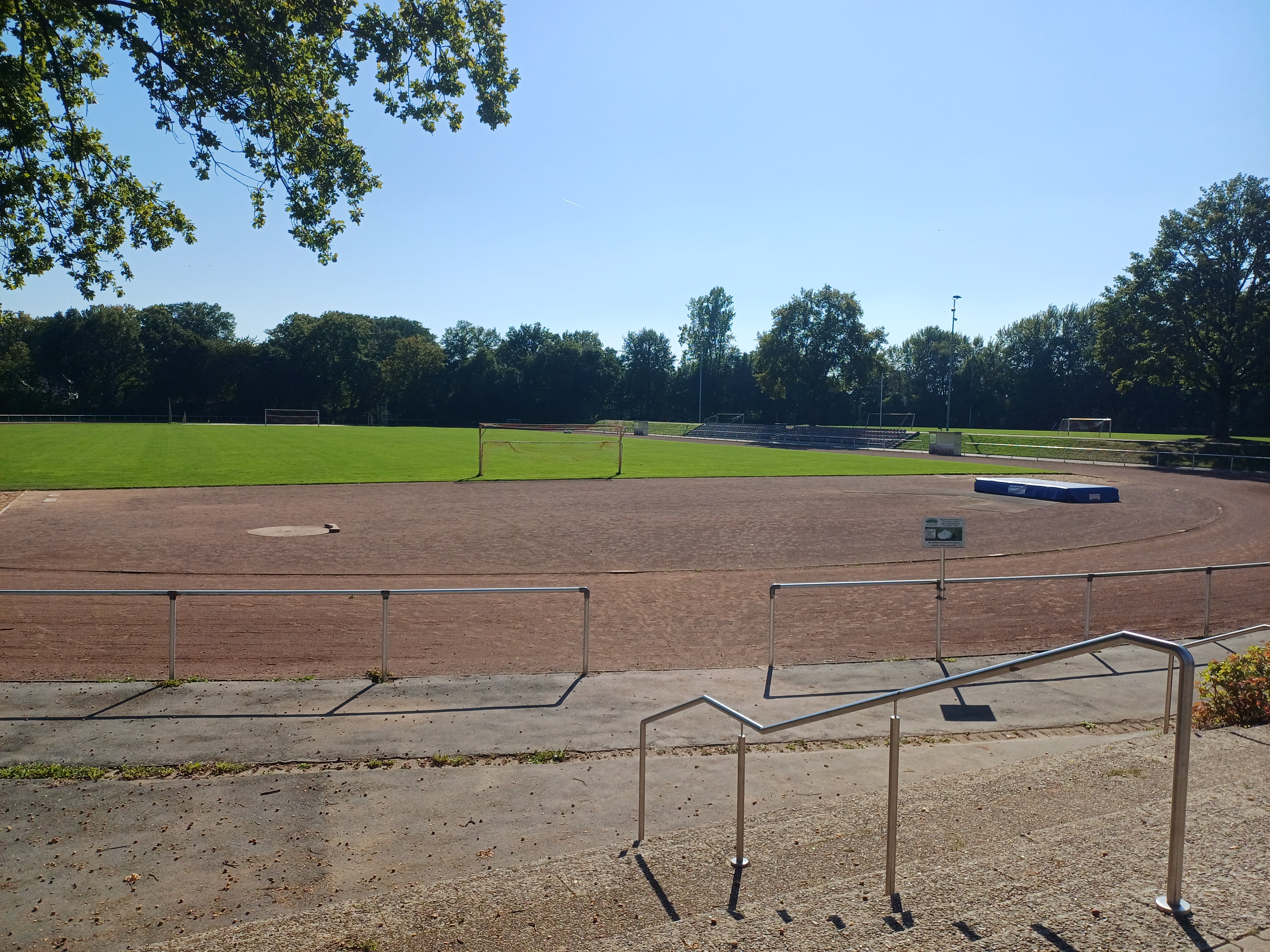
Cronsbachstadion

Die Steinhagener Fußballgeschichte begann im Jahre 1908, als einige junge Steinhagener am Kriegerplatz an der Bahnhofstraße spielte. Nach Kriegsende dauerte es bis zum 10. Juli 1934, bevor eine Fußballabteilung gegründet wurde. 1949 gelang der Aufstieg in die Bezirksklasse und 1961 der in die Landesliga auf. Höhepunkte der folgenden Landesligaära waren die Derbys gegen den SV Brackwede, zu denen bis zu 4000 Zuschauer kamen. 1965 stiegen die „Rothemden“ ab und schafften den direkten Wiederaufstieg. Ende der 1960er Jahre bezog der Verein das neue Cronsbachstadion. Gleich in der ersten Saison gelang der Aufstieg in die Verbandsliga, der damals höchsten Amateurliga Westfalens.
Im Jahre 1972 stiegen die Steinhagener wieder in die Landesliga ab und schaffte vier Jahre später den Wiederaufstieg. Die Spvg qualifizierte sich gleichzeitig zum ersten und bis heute einzigen Male für den DFB-Pokal. In der ersten Runde der Saison 1976/77 trafen die „Rothemden“ auf den Bundesligisten VfL Bochum und verloren vor 5000 Zuschauern mit 0:3. In der Liga ging es am Saisonende zurück in die Landesliga, ehe 1985 der erneute Aufstieg in die Verbandsliga folgte. Dort wurde die Spvg 1989 und 1990 jeweils Dritter, bevor 1991 der erneute Abstieg in die Landesliga folgte. Zwei Jahre später ging es in die Bezirksliga hinunter. Von 2002 bis 2006, 2010 bis 2018 und 2019 kehrte der Verein in die Landesliga zurück.
Die Heimspiele der ersten Herrenmannschaft werden seit 1968 im 5000 Zuschauer fassenden Cronsbachstadion ausgetragen. Zuvor spielten die Steinhagener auf dem Sportplatz Drei Linden. Mit Anna Laue brachte die Spvg Steinhagen eine Bundesligaspielerin hervor. Ulrich Granzow, Uwe Pallaks und Oliver Roggensack waren Jugendspieler in Steinhagen und wurden später Zweitligaspieler im Männerbereich. Umgekehrt beendeten die ehemaligen Bundesligaprofis Norbert Leopoldseder und Erich Staude ihre Karrieren in Steinhagen. Die ehemaligen Profis Norbert Eilenfeldt und Stefan Studtrucker sind bzw. waren als Trainer bei der Spvg tätig.

### Handball

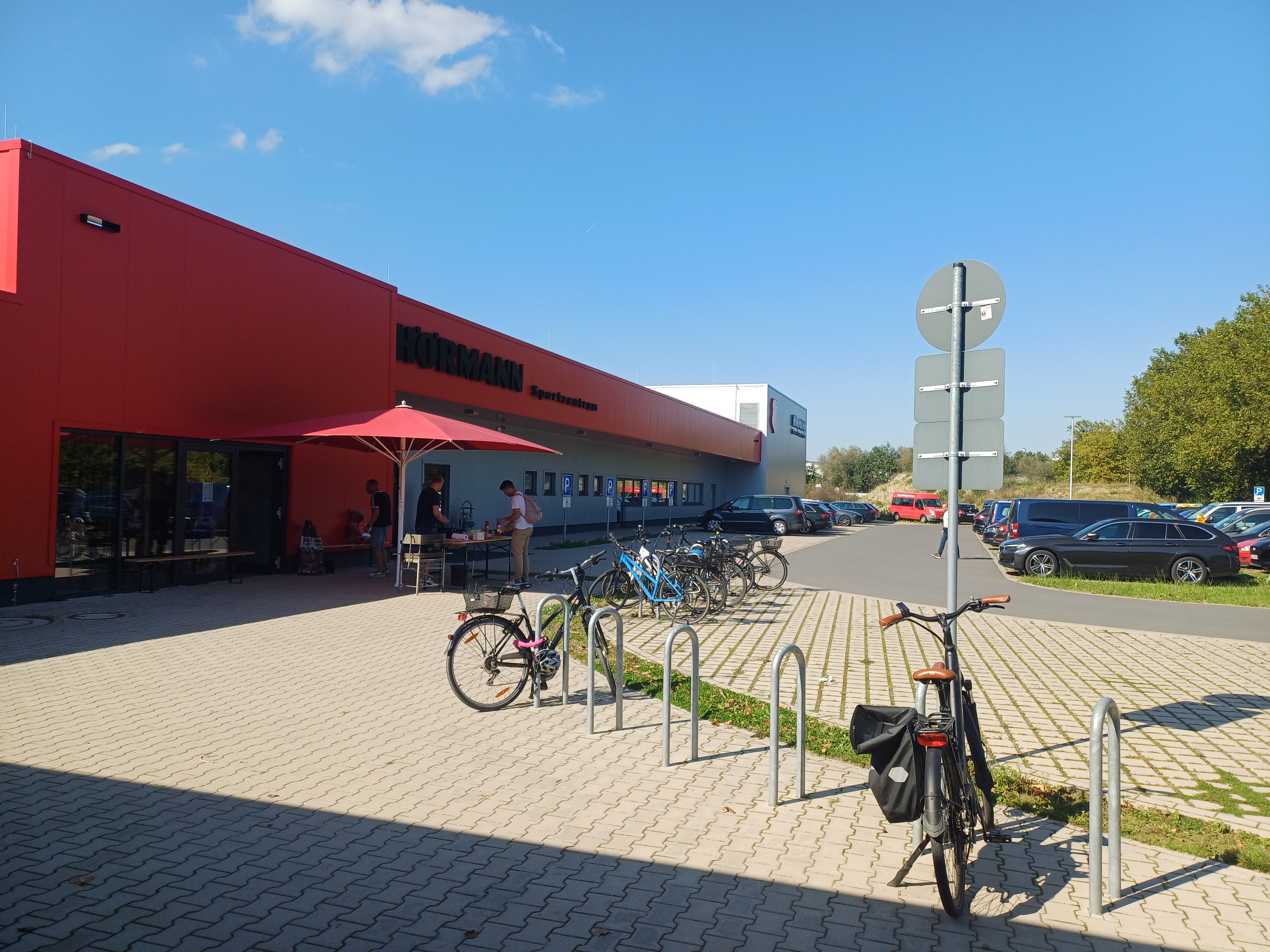
Hörmann-Sportzentrum

Die erste Frauenmannschaft der Spvg Steinhagen spielte in der viertklassigen Oberliga Westfalen, aus der die Mannschaft im Jahre 2015 absteigen musste. In der Saison 2009/10 qualifizierte sich die Mannschaft für den DHB-Pokal. Nach Siegen über die HSG Bergische Panther und den TV Walsum-Aldenrade schied die Mannschaft in der dritten Runde nach einer 9:52-Niederlage gegen den Bundesligisten Buxtehuder SV aus. Ein Jahr später hatten die Steinhagenerinnen ein Freilos in der ersten Runde und schieden in Runde zwei mit 17:48 gegen den Zweitligisten SC Greven 09 aus. In der Saison 2022/23 tritt die Sportvereinigung in der Verbandsliga an.
Die erste Männermannschaft stieg im Jahre 2006 in die Verbandsliga Westfalen auf. Ein 31:23-Sieg gegen den Lokalrivalen TuS Brockhagen am vorletzten Spieltag sorgte für die Entscheidung. In den Jahren 2008, 2011 und 2012 erreichten die Steinhagener jeweils mit Platz drei ihre beste Platzierung in der Verbandsliga. Den größten Erfolg erzielten Steinhagens Handballer jedoch im Jahr 2014, als die Mannschaft den Westfalenpokal gewann. Auf dem Weg zum Sieg schaltete die Mannschaft unter anderem den OSC Dortmund und den Oberligisten HSG Augustdorf/Hövelhof auf. Die Mannschaft qualifizierte sich damit für den DHB-Amateur-Pokal 2015, wo die Steinhagener bereits in der ersten Runde mit 29:30 an der HSG Siebengebirge/Thomasberg scheiterte. In der Verbandsligasaison 2019/20 sicherte die Sportvereinigung als Tabellenletzter nur deshalb die Klasse, weil wegen der COVID-19-Pandemie der Abstieg ausgesetzt wurde. Zwei Jahre später stiegen die Steinhagener dann sportlich ab.
Mit Markus Fuchs brachte der Verein einen Bundesligaspieler hervor. Im Juni 2022 wurde mit dem Hörmann-Sportzentrum die neue Heimspielstätte eröffnet. Die Firma Hörmann steuerte 1,5 Millionen Euro bei und wurde zum Namenssponsor der Halle. Zuvor wurde in der Cronsbachhalle gespielt, die im Jahre 2020 abgerissen wurde.

### Volleyball
Die Männermannschaft der Steinhäger Volleyballer tritt in der Bezirksliga und die erste Damenmannschaft in der Bezirksklasse an. Des Weiteren hat die Spvg zwei Jugendmannschaften. Zum einen sind das Mädchen im Alter von zehn bis zwölf Jahren und zum anderen Mädchen im Alter von 14 bis 17 Jahren. Außerdem findet jeden Mittwoch ein Hobbytraining statt. Einen großen Erfolg im Nachwuchsbereich erreichte die männliche E-Jugend durch den Gewinn der Westdeutschen Meisterschaft im Jahre 2008.

### Badminton
Die Badmintonmannschaft der Männer stieg im Jahre 1996 in die drittklassige Regionalliga auf.

### Turnen
Im Turnen bildet die Spvg Steinhagen seit 2013 gemeinsam mit der TSG Rheda die Kunstturnvereinigung Alt Ravensberg. Die erste Riege tritt in der Oberliga Westfalen an.

### Pickleball
Verena Vahle und Friederike Hegemann gewannen im Jahre 2024 die deutsche Meisterschaft im Damen-Doppel.